# 兼職教授
兼职教授（英語：adjunct professor）是高等教育中的一种学术职位，他并不在教育机构中全职工作。这一职位的条款和任期的工作保障在世界不同地区有所不同，但普遍认为该兼職教授是指在高等教育机构担任兼职职位的教员。
兼职教授也可称为兼职讲师（adjunct lecturer/adjunct instructor）或兼职教师（adjunct faculty）。总的来说，它们可以被称为不连续学术劳力（contingent academic labor）。加拿大大学的学期（session）讲师的级别与美国的概念类似。

## 各国
- 在美国，大多数情况下，兼职教师是非终身教职人员[1][2]。兼职教授占高等教育（包括专科和成人教育）机构教师的大多数[3]。与其他兼职工人一样，他们的工资低于全职教授，并且没有健康保险或办公室等员工福利[4]。在大多数情况下，兼职教授需要硕士学位，但在某些情况下只需要学士学位和相关经验[5]。
- 在葡萄牙，兼职教授的称号意味着在理工大学有稳定的全职工作。值得注意的是，在阿根廷和巴西等国家，类似的称号“professor adjunto”也意味着稳定的职业。阿根廷和巴西使用的同一术语指的是西班牙部分地区的非终身职位。
- 在匈牙利，有类似的术语adjunktus，在波兰有adiunkt。
- 在芬兰，芬兰讲解员联盟和芬兰教育部推荐英语中的兼职教授或副教授一词作为讲解员头衔的翻译。
- 在中国，兼职教授是担任有关学科教学、科研任务的校外学者和专家，其人事隶属关系不在学校。本人要求具有较高的学术造诣和专业功底[6][7]。通常情况下需要拥有博士学位。